# Irina Veretennicoff
Irina Veretennicoff (geboren mei 1944 te Antwerpen) is een Belgisch natuurkundige en emeritus professor aan de Vrije Universiteit Brussel.
Veretennicoff studeerde in 1973 af met een doctoraat Fysica van de Vrije Universiteit Brussel, met promotor Radu Balescu van de Université libre de Bruxelles.
Irina Veretennicoff is lid van de Koninklijke Vlaamse Academie van België voor Wetenschappen en Kunsten (KVAB) sinds 1988.